# فیل زیمرمن

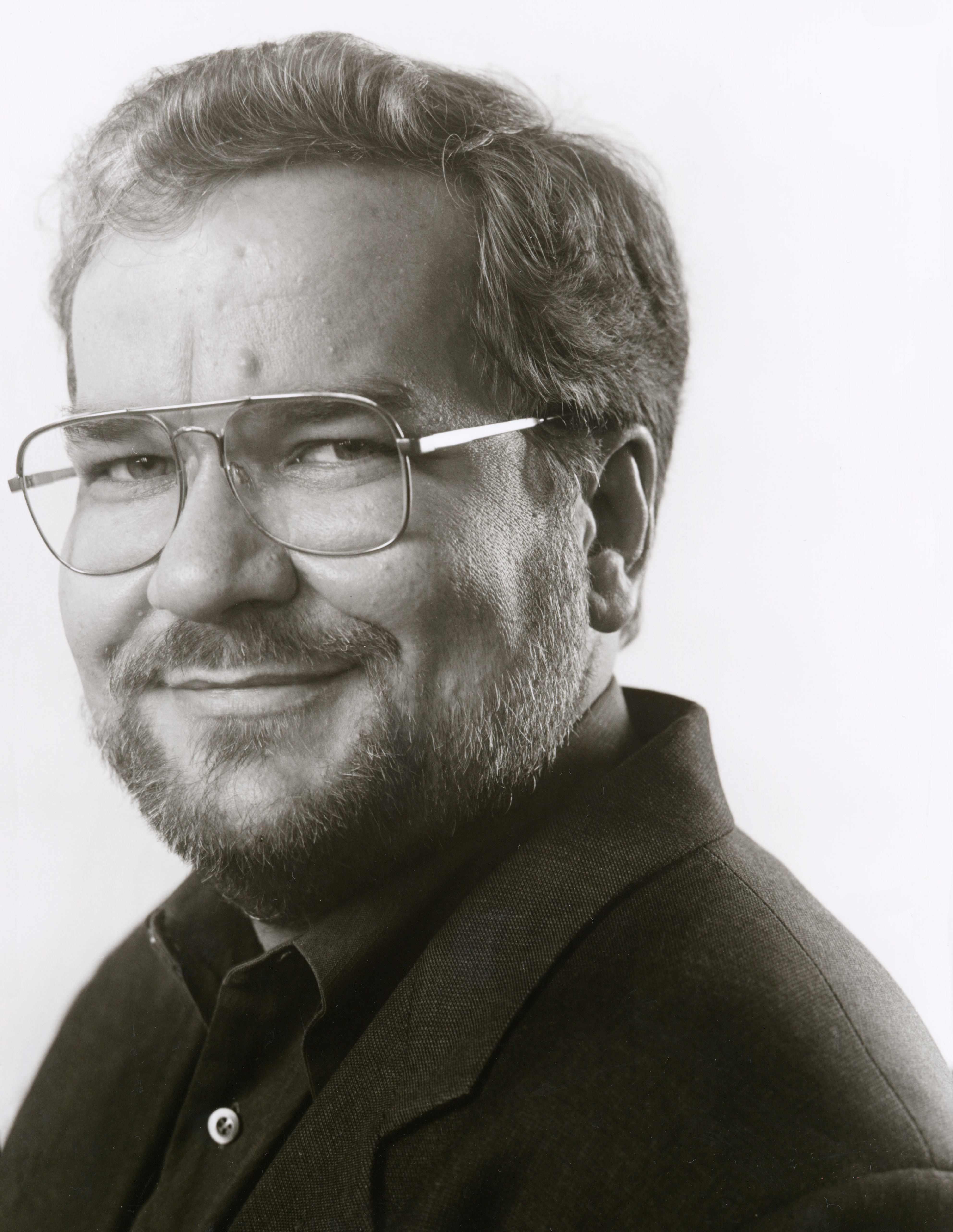
کلوزآپ از فیلیپ آر. زیمرمن

فیلیپ آر. زیمرمن (متولد ۱۹۵۴) دانشمند کامپیوتر و رمزنگار آمریکایی است. او خالق پی‌جی‌پی، پرکاربردترین نرم‌افزار رمزگذاری ایمیل در جهان است.

## سابقه
او در کمدن، نیوجرسی به دنیا آمد. زیمرمن در سال ۱۹۷۸ مدرک کارشناسی علوم کامپیوتر خود را از دانشگاه فلوریدا آتلانتیک در بوکا راتون، فلوریدا دریافت کرد. در دهه ۱۹۸۰، زیمرمن در بولدر، کلرادو به عنوان مهندس نرم‌افزار در کمپین فریز سلاح‌های هسته‌ای به عنوان یک تحلیلگر سیاست نظامی کار کرد.